# زمن الخداع (كتاب)
زمن الخداع (بالإنجليزية: Age of Deception)‏ هو كتاب من تأليف الدكتور محمد البرادعي الرئيس السابق للوكالة الدولية للطاقة الذرية والحائز على جائزة نوبل للسلام عام 2005 ، يستعرض فيه خلاصة قصة 12 عاماً قضاها على رأس الوكالة، يستعرض فيه مشواره ما بين منع انتشارالسلاح إلى الأستخدامات السلمية للطاقة الذرية إلى محاولات تسيس الوكالة لصالح بعض الدول، الكتاب صدر في مايو 2011 ويتكون من أربعة فصول كاملة.

## محتوى الكتاب
يتكون الكتاب من 4 فصول خصصها المؤلف بترتيب زمنى يفصل بعضها عن البعض، ليروى قصة أزمة الملف النووي العراقي والقصة المتلاحقة الفصول لبرنامج إيران النووى، وذلك بعد أن روى القصة العراقية في فصلين وقصة كوريا الشمالية في فصلين آخرين.

## إصدارات الكتاب
صدر الكتاب في مايو 2011 باللغة الأنجليزية من خلال دار نشر متروبوليتان، وفي الطبعة الثانية صدر عن دار نشر بيكادور، وفي عام 2012 تم نشر الكتاب باللغة العربية عن دار الشروق.

## وصلات خارجية
- معلومات عن الكتاب - على موقع AbeBooks

   طالع كتاب زمن الخداع (كتاب) على موقع جود ريدز